# Radhapura – Endstation der Verdammten
Radhapura – Endstation der Verdammten ist ein deutsch produzierter Abenteuerfilm, der im Goldschürfer-Milieu auf Sri Lanka spielt. Er kam am 26. Juli 1968 in deutsche Kinos. Video-Alternativtitel war Fluch der Diamanten.

## Handlung
Steve, ein Diamantenschürfer, wird von Alfredo in einem Lokal um seinen Besitz betrogen. Er beschließt, sich zu rächen und lässt sich als Schürfer für ihn anwerben. Er erlebt im Lager der Schürfer die unerbittliche Härte, Brutalität und Unmenschlichkeit, unter der die Männer arbeiten müssen. Nachdem einige befreundete Mitglieder seiner Arbeitsgruppe trotz gegenseitiger Hilfeversuche sterben müssen und auch eine Revolte scheitert, stellt er mit Hilfe der Geliebten Alfredos diesen zum finalen Kampf.

## Kritik
„In Ceylon angesiedelter, ziemlich brutaler Abenteuerfilm nach bekanntem Muster.“

„Eine naive Geschichte ohne Spannung, dafür aber mit viel Klischees. Überflüssig für jedermann.“